# Orconectes burri
Orconectes burri är en kräftdjursart som beskrevs av Taylor och Sabaj 1998. Orconectes burri ingår i släktet Orconectes och familjen Cambaridae. IUCN kategoriserar arten globalt som nära hotad. Inga underarter finns listade i Catalogue of Life.